# 仙台あおば青果
仙台あおば青果株式会社は、宮城県仙台市の仙台市中央卸売市場に本社を置く青果卸売会社。2021年に同じ場内の仙台中央青果卸売株式会社と株式会社宮果が合併して発足した。

## 概要
東北地方における主要な卸売市場の卸売会社として最大の規模を誇り、日本農業新聞の青果市況相場「日農INDEX」の構成7銘柄のひとつ。
販売力の強い旧・仙印と、全国の農協とのつながりが強い旧・宮果の強みを組み合わせて経営基盤の強化に取り組んでいく。初代代表取締役会長に仙印の安藤堅太郎社長が、代表取締役社長には宮果の佐藤龍悦社長が就任した。

## 沿革

### 前史
- 1960年（昭和35年） - 仙台市議会において仙台市中央卸売市場設置に関する議案を可決。これに先立つ昭和32年（1957年）に農林省が複数卸売人の弊害を認め新規開場する市場については単一卸売人でなければ認可しない旨通達があり、卸売人収容について長く折衝が行われる。
- 河原町市場・長町市場・仙台駅前の各地に集積していた青果問屋のうち2社を宮城県農業協同組合連合会が接収して「株式会社宮果」が設立。
- 上記のうち加藤商店・阿部太平商店、やま平商店、安藤商店、井筒青果の5社が合同して新たに「仙台中央青果卸売株式会社」が設立。
- 業務規程上は単一卸売人としながらも当分のあいだ複数卸売人とすることで開設が認められ、1961年（昭和36年）12月に正式に卸売人業務認可[8]。
- 2019年（令和元年）10月1日 - 仙印が子会社の仙印商事を吸収合併。
- 2021年（令和3年）6月11日 - 宮果と仙印が同年10月1日付で経営統合することで合意し、合併契約を締結したと発表[3]。

### 設立
- 2021年（令和3年）10月 - 仙台中央青果卸売株式会社（屋号：仙印）と株式会社宮果が合併して仙台あおば青果株式会社が設立。登記上は仙台中央青果卸売株式会社が存続法人。